# Sciaena callaensis
Sciaena callaensis är en fiskart som beskrevs av Hildebrand, 1946. Sciaena callaensis ingår i släktet Sciaena och familjen havsgösfiskar. IUCN kategoriserar arten globalt som akut hotad. Inga underarter finns listade i Catalogue of Life.